# Bia actorion
Bia actorion is een vlinder uit de onderfamilie Satyrinae van de familie Nymphalidae. De wetenschappelijke naam van de soort is, als Papilio actorion, gepubliceerd in 1763 door Carl Linnaeus.